# Књижарско удружење у Београду
Књижарско удружење у Београду је југословенска књижарска организација основана 6. марта 1921. године у Београду. Једна је од првих и најстаријих књижарских организација у историји југословенског књижарства. Удружење је било основано са циљем да уједињени књижари штите и помажу књижарску трговину и упуте је бољим путем, да штити књижаре и њихове интересе, као и да упре пут ширењу културе и науке. На тај начин су се угледни књижари, међу којима је било и познатих издавача, изборили за виши положај у друштвеном и културном миљеу. Књижарско удружење је 1921. године бројало 66 чланова, и то из свих крајева Југославије, а највише из Београда, Загреба и Љубљане. Године 1922, тај број се попео на 174 члана, а већ наредне године је на трећој редовној скупштини Удружења саопштено да Књижарско удружење има 202 члана, од којих су 199 власници књижара. Године 1926, број чланова је порастао на 246. Иако успешно у почетку, Удружење је после неколико година запало у кризу када је услед политичких превирања у земљи дошло до сукоба међу члановима. Године 1933. Књижарско удружење у Београду, Клуб књижара у Загребу, Секција књижара у Љубљани и Секција књижара у Новом Саду сазивају скупштину на којој је основан Савез књижарских организација. Савез ће побољшати положај књижара и бити активан све до 1941. године, када је забележен последњи сачувани акт. Књижарско удружење организовало је и продајне изложбе књига које су у Павиљону „Цвијета Зузорић“ одржане 1931. и 1932. године. У исто време када су биле одржане изложбе у Београду, приређени су и „Дани књиге“у Шапцу и у Тузли. „Дани књиге“ одржавани су све до рата 1941. године и имали су запажену улогу у ширењу и популарисању српске књиге.

## Почеци
Након оснивања Краљевине Срба, Хрвата и Словенаца 1918. године, у правном систему нове државе није био јасно дефинисан положај књижара. Наиме, Министарство трговине и Трговачка комора сматрало је књижарство као сваку другу трговину, а да би неко постао књижар, од њега није тражена никаква квалификација, чак ни услов да је држављанин Југославије. Истакнути књижари, а нарочито београдски, нису могли да се помире са оваквим стањем, те је Тома Јовановић још 1921. године покренуо питање обнављања некадашњег удружења књижара у Краљевини Србији. У томе су га подржали и други књижари јер су били свесни да су по својој просветно – културној улози дужни да врше непосредни утицај на културно јединство народа, па су се сложили да у марту 1921. године оснују Књижарско удружење, чије је седиште било у Београду. Оснивачи Удружења су била дванаесторица најугледнијих књижара: Тома Јовановић, Драгутин Ћуковић, Геца Кон, Светислав Б. Цвијановић, Армин Х. Шварц, Драгутин Гавриловић, Драгутин Валожић, Никола Живковић, Св. Дебељевић, Здравко Спасојевић, Бора Димитријевић и Душан Славић. Оснивачи су 6. марта 1921. године усвојили и Правила Књижарског удружења у Београду, која је Трговачка комора одобрила пет дана касније. Према члану 3. Правила, задатак Књижарског удружења био је, између осталог, „да помаже ширење и продају српскохрватских и словенских књига; да помаже издавање српскохрватских и словенских књига; да помаже домаће писце откупом њихових дела; да обезбеди право књижевне и издавачке својине; да се стара да књигу може продавати само књижар; да правилима и упутствима регулише односе између издавача и продавца књиге; да се стара о стручној спреми књижарског подмлатка; и да писцима књига, који сами своја дела издају, омогући да та дела продају само преко књижара.“ Правила су била исцрпна, амбициозно замишљена и обухватала су све послове и односе везане за књигу. Иако се чинило да ће се коначно успоставити ред у свету књижарства, прве тешкоће у раду Удружења јавиле су се 1924. године.

### Чланови
Удружења били су: редовни, помажући, добротвори, утемељачи и почасни. Редовни чланови су могла да буду мушка и женска лица која имају регистровану књижарску фирму или која самостално раде као пословођа књижара, а имају југословенско држављанство. Књижари – редовни чланови могли су да добију књиге у комисион и били су дужни да за примљене књиге у комисион у одређеном року правилно врше обрачун, да за продате пошаљу власнику новац, а да непродате врате у исправном стању, или да их по договору са издавачемзадрже у комисиону. Књижару који би се огрешио о ово правило уследила би казна, а удружење је писменим путем обавештавало о томе све књижаре. То се такође односило и на издаваче који не би поштовали правила. Сваки издавач је био обавезан да за библиотеку Књижарског удружења пошаље по два примерка својих издања, од којих би један примерак користила књижарска омладина, а други би служио Удружењу за повремене изложбе домаћих књига. Члан Књижарског удружења губио је право чланства ако не плати чланарину за годину дана, ако се не придржава Правила и ако је кажњаван, ако изгуби грађанска права, ако изгуби држављанство и ако падне под стечај. Међу члановима и оснивачима удружења су били угледни књижари као што су Геца Кон, Драгутин Валожић, Тома Јовановић, Драгутин Ћуковић, Светислав Б. Цвијановић, Армин Х. Шварц, Драгутин Гавриловић, Никола Живковић, Св. Дебељевић, Здравко Спасојевић, Бора Димитријевић и Душан Славић. Међутим, најзаслужнији за развој српског, посебно београдског књижарства је био Геца Кон.

#### Геца Кон
У вертикали српског, а самим тим и београдског књижарства особена улога припада Геци Кону, који је увео европски дух у промоцији књига и својом трудољубивошћу. На почетку века 1901. године нико није могао да наслути да ће књижарница човека који је „ушао у српско поданство” бити идејаводиља у обликовању духа епохе и слике времена. Тихи књижар и надасве зналац струке Геца Кон је обогатио српску културу небројеним насловима, који су постали стуб народа и свеколиког живота српског. Умешно је повезао политичку библиотеку са историографском, наметнуо је значај штампања правних прописа као извора адми нистративног живота (незаобилазно до 1925), увео лепу литературу као каријатиду менталитета, а Слободана Јовановића увео у ред мислилаца и стубова српства. Његова књижарска „воденица” млела је сва драгоцена дела стварајући од њих биљуре, непатворене кристале. Кон је рођен у Чонграду, 2. августа 1873. године, одакле су му се родитељи преселили у Земун, где је завршио и основну школу, а затим га родитељи упућују да учи књижарску струку у трговачкој школи. Гимназију је млади Геца учио у Новом Саду. У оно време је гимназисти књига била највећа душевна храна. Преко књиге Кон је заволео и књижарски рад, ради чега напушта гимназију и ступа у књижару Арсе Пајевића у Новом Саду. Конова жеља да се што темељније усаврши у књижарском послу довела га је у Београд, где налази посао у књижари и антикварници код Фридриха Бреслауера, која у оно време беше лепо уређена.

## Кризе и сукоби
Већ 1924. године уочљива је криза у самом раду Књижарског удружења. Политичка заоштравања у земљи постепено су се преносила у све сфере живота, па су тако најпре књижари из Загреба хтели да се издвоје, а потом је дошло и до размимоилажења између чланова Управног одбора и чланство је кренуло да се осипа. Књижарско удружење није успело да задржи своје чланове и чак 95% књижара 1929. године није било учлањено у Удружење. Односи су тада било веома заоштрени и било је критика на рачун тадашњег председника Управног одбора Геце Кона. Година 1930. била је година велике кризе у историји Књижарског удружења. Сазивани су састанци београдских књижара и тражени начини на које би се изашло из кризе и оживео рад Удружења, које је било скоро престало са радом јер више није могао да се одржи дотадашњи начин вођења послова. Такво стање у Удружењу стварало је нетрепљивости и изазвало неслагање међу члановима, што је натерало председника Гецу Кона да да оставку. Иако је Удружење и након тих догађаја наставило са радом, биле су то мучне године тражења некаквог јединственог пута у књижарству. После многих сукоба, али и преговарања, и са жељом да сваки даљи рад Удружења обухвати књижаре и све оне из целе земље који су везани за књигу, и на иницијативу београдских књижара, основан је Савез књижарских организација 8. октобра 1933. године. У нови савез ушле су четири књижарске организације: Књижарско удружење у Београду, Клуб књижара у Загребу, Секција књижара у Љубљани и Секција књижара у Новом Саду. Неколико дана пред заседање скупштине, Геца Кон је у обраћању књижарима изнео своје чувено виђење књижарства: „Књижари нису само трговци. (...) И ми имамо своју вишу мисију: формирати кроз књиге један виши тип човека, који ће духовни живот стављати изнад свега, трудећи се да од себе изгради потпуног, правог човека са мислима и идејама, које ће примењивати у друштву, а не сматрати их као раскош.“  Ипак, суревњивости међу члановима често су имале за последицу личне нападе и неслагања.

## Значај
Књижарско удружење не само да је поред свих унутрашњих несугласица успело да укаже на проблеме књижарског сталежа и књижарства уопште, као и да се избори са свој статус и статус својих чланова, већ је успело и да скрене пажњу централних личности на себе, што показује и чињеница да је Геца Кон 21. јуна 1929. године био примљен у аудијенцију код краља Александра I Карађорђевића, са којим је разговарао о књижарским приликама у Краљевини Срба, Хрвата и Словенаца.